# Lethal Company
Lethal Company é um jogo eletrônico em produção de terror de sobrevivência cooperativo lançado com acesso antecipado em 23 de outubro de 2023 no Steam para Microsoft Windows, sendo desenvolvido e publicado por Zeekerss. O jogo coloca os jogadores em situações assustadoras enquanto exploram ambientes misteriosos e sinistros.

## Jogabilidade
O objetivo principal de Lethal Company é explorar e sobreviver a uma série de desafios dentro de edifícios abandonados, repletos de entidades sobrenaturais e criaturas perigosas. No modo cooperativo, os jogadores trabalham juntos para completar missões, enquanto enfrentam ameaças dentro do ambiente do jogo.
Os jogadores começam em uma nave, com a missão de descer a várias exoluas para coletar itens, vendê-los e alcançar uma meta financeira definida pela companhia. Para isso, eles utilizam sua nave para explorar luas e adentrar estruturas abandonadas, onde encontram monstros hostis e armadilhas mortais. O jogo conta com uma contagem de dias limitados para alcançar os objetivos, e se os jogadores não conseguirem completar a meta dentro desse prazo, eles serão demitidos pela companhia, reiniciando seu progresso para o primeiro dia. Ao atingir a meta proposta, uma nova meta maior é definida. Após cada jornada em uma lua, os jogadores podem usar o computador da nave para comprar equipamentos, como lanternas ou escadas, para facilitar suas próximas missões, ou cosméticos para decorar a nave.

## Recepção
Lethal Company conquistou enorme sucesso desde seu lançamento. Vendendo uma estimativa de entre 10 e 20 milhões de cópias e é um dos jogos mais vendidos do Steam. Além de conseguir um pico de 240.817 jogadores simultâneos e 20.260 jogadores diários.
O jogo também foi muito bem avaliado pelos jogadores, com 97,31% críticas positivas no Steam.

### Premiações
| Premiação    | Data                 | Categoria         | Resultado | Ref.  |
| ------------ | -------------------- | ----------------- | --------- | ----- |
| Steam Awards | 2 de janeiro de 2024 | Jogo do Ano       | Nomeado   | [ 5 ] |
| Steam Awards | 2 de janeiro de 2024 | Melhor com amigos | Vencedor  | [ 5 ] |

## Referencias
1. ↑  https://store.steampowered.com/app/1966720/Lethal_Company/
2. ↑  «Lethal Company -». SteamSpy - All the data about Steam games. Consultado em 7 de janeiro de 2025
3. ↑  «Steam Current Global Top Sellers». SteamDB (em inglês). Consultado em 7 de janeiro de 2025
4. 1 2  «Lethal Company Steam Charts». SteamDB (em inglês). Consultado em 7 de janeiro de 2025
5. ↑  «The Steam Awards». store.steampowered.com. Consultado em 7 de janeiro de 2025